# Каримов, Алексей Энверович
Алексей Энверович Каримов (8 сентября 1966, Москва — 28 февраля 2004, Тосно) — российский историк науки, географ, специалист в области истории изучения и освоения земельных ресурсов Европейской России в XVI—XX вв. Сотрудник отдела истории наук о Земле ИИЕТ РАН им. С. И. Вавилова, ассоциированный сотрудник Центра экологической и технологической истории Европейского университета, член европейского общества экологической истории.

## Биография
Родился в Москве 8 сентября 1966 г. С 1980 г. посещал занятия в Школе юного географа (Школа ЮНГ) на географическом факультете Московского государственного университета и окончил её в 1983 г. В 1984 г. А. Э. Каримов стал студентом этого факультета. В 1990 г. окончил кафедру рационального природопользования географического факультета МГУ им. М. В. Ломоносова, а затем стал младшим научным сотрудников Отдела истории географии и геологии ИИЕТ РАН. В 1991 г. поступил в аспирантуру ИИЕТ РАН, в 1994 г. — защитил диссертацию на степень кандидата географических наук.
С 1994 г. А. Э. Каримов состоял штатным сотрудником отдела истории наук о Земле ИИЕТ РАН и проводил исследования по следующим направлениям:
- история земельного и лесного кадастра как географической практики в России
- социально-политическая история администрирования и управления земельными ресурсами
- история административных границ Российской империи

Последние годы работал над реконструкцией истории административных границ России (XVIII — начала XX веков), при этом использовался опыт полученный коллегами в Великобритании и Китае. В 2003 г. в сотрудничестве с коллегами из Центра экологической и технологической истории Европейского университета в Санкт-Петербурге Каримов начал работу над проектом по реконструкции географии рыбного промысла и её изменений на протяжении нескольких столетий. При этом использовались данные писцовых книг XVI в., кадастров и межевых материалов XVIII—XIX вв. В рамках проекта предполагалось оцифровать старые карты Санкт-Петербургской губернии с последующим созданием исторической ГИС.
Погиб 28 февраля 2004 г. в автомобильной аварии, возвращаясь из Санкт-Петербурга в Москву, накануне предстоящей защиты диссертации на соискание учёной степени доктора географических наук. В память об Алексее Каримове Ученым советом ИИЕТ РАН и Советом молодых ученых ИИЕТ РАН был учреждена премия, которой награждаются молодые ученые ИИЕТ РАН за значимый вклад в изучение истории естествознания и техники.

## Научные работы
А. Э. Каримов является автором монографии Докуда топор и соха ходили: очерки истории земельного и лесного кадастра в России XVI-начала XX века, а также следующих статей в научных журналах:
- Государство, флот и леса: зарождение петровского лесного кадастра // Вопросы истории естествознания и техники. 1999. С. 541—543.
- Лесные съемки в России в первой половине 18 столетия // Годичная научная конференция ИИЕТ РАН 1998 года. М., 1999. С. 549—552.
- Картографическое изображение: объективная реальность и культурный контекст (из опыта англо-американской истории картографии) // Графическая репрезентация в естественных и гуманитарных науках. Материалы круглого стола. СПб: СПбФ ИИЕТ; СПбГУ, 1999. С.17-21.
- Российско-американский мастер-класс по «устной истории науки» // Вопросы истории естествознания и техники. 2000. № 2. С.198-201. (в соавторстве с О. А. Вальковой)

- Russian cadastral surveys before and after Peter the Great // The Cartographic Jornal. 1999. 36. #2. P. 125—132
- Russian Historical GIS for Enviromental History // Dealing with Diversity: European Society For Enviromental History 2nd International Conference. Prague, 2003. P. 68.
- A history of Russian administrative boundaries (XVIII—XX centuries) // International Workshop on Historical GIS, 23-25 August. Shanghai, China, 2001.(with Merzliakova I.A.)